# 中国共产党中央委员会主席
中国共产党中央委员会主席，简称中共中央主席，是中国共产党在1945年七大到1982年十二大召開前最高负责人职务的正式职称。中共中央主席领导中共中央政治局、中共中央书记处的工作，也是当时中华人民共和国实际上的最高决策者。

## 沿革
中国共产党成立后，首任最高负责人陈独秀先后担任中央局书记、中央执行委员会委员长、中央委员会总书记。1935年10月5日，张国焘在四川马尔康县卓木碉另立“中国共产党中央委员会”（史称“第二中央”），张国焘任“中国共产党中央委员会主席”，这是中共最早出现“中央主席”的职务，后因共产国际和中共中央的压力，张国焘被共产国际命令取消其“第二中央”，1936年6月6日，张国焘正式宣布取消“第二中央”，辞去“党主席”职务，其主席职务不被中共官方承认，毛泽东为中共认可的首任中央委员会主席。
1943年3月，毛泽东在中共中央政治局会议上被选为中央政治局主席、中央书记处主席。1945年6月19日，中共中央举行七届一中全会，中共中央政治局主席和中共中央书记处主席兼中央书记处书记毛泽东在会上被选为中国共产党中央委员会主席，此后毛泽东终身担任中央委员会主席的职务，直至1976年逝世。
文化大革命时期，民主集中制被破坏，中共中央主席的权力进一步扩大，对国家大小事务拥有最终决定权。在国家主席和国防委员会被废除后，党主席成为中国人民解放军法律上的最高统帅。中共八大党章中曾经表示，可以设立“中央委员会名誉主席”一职，但并不曾有人担任。
1982年9月1日，中共召開十二大，为完善集体领导制度，决定修改中国共产党章程，不再设立中央委员会主席，只设中国共产党中央委员会总书记；并规定，中共中央总书记职能为负责召集中共中央政治局会议和中共中央政治局常委会会议、主持中共中央书记处的工作，至此只有毛泽东、华国锋和胡耀邦三人曾担任过中共中央主席一职。

## 职权

### 党章规定

#### 七大党章
- 中央委员会主席即为中央政治局主席与中央书记处主席。
- 中央委员会依工作需要，设组织、宣传等部与军事、党报等委员会及其他工作机关，分别办理中央各项工作，受中央政治局、中央书记处及中央主席之指导监督。

#### 八大党章
- 中央委员会的主席和副主席同时是中央政治局的主席和副主席。
- 中央委员会认为有必要的时候，可以设立中央委员会名誉主席一人。

#### 九大党章
- 党员对于党组织的决议、指示，如果有不同的意见，允许保留，并有权越级直至向中央和中央主席报告。
- 在主席、副主席和中央政治局常务委员会领导下，设立若干必要的精干的机构，统一处理党、政、军的日常工作。

#### 十大党章
- 党员对于党组织的决议、指示，如果有不同的意见，允许保留，并有权越级直至向中央主席报告。
- 在主席、副主席和中央政治局常务委员会领导下，设立若干必要的精干的机构，统一处理党、政、军的日常工作。

#### 十一大党章
- 党员有权对党的各级组织和各级领导工作人员提出批评和建议，并有权越级直至向中央委员会和中央委员会主席提出申诉。
- 党员对于党组织的决议、指示，如有不同的意见，允许保留，并有权在党的会议上提出讨论，有权越级直至向中央委员会和中央委员会主席报告，但在行动上必须坚决执行。

### 宪法规定

#### 七五宪法
- 中国共产党中央委员会主席统率全国武装力量。

#### 七八宪法
- 中华人民共和国武装力量由中国共产党中央委员会主席统帅。

## 历任党主席
| 任次                             | 肖像 | 主席                                                      | 任期始於      | 任期終於      |
| -------------------------------- | ---- | --------------------------------------------------------- | ------------- | ------------- |
| 中央政治局主席（1943年－1956年） |      |                                                           |               |               |
| 1                                |      | 毛泽东 籍貫：湖南湘潭 生卒：1893年12月26日－1976年9月9日  | 1943年3月20日 | 1956年9月27日 |
| 中央委员会主席（1956年－1982年） |      |                                                           |               |               |
| 1                                |      | 毛泽东 籍貫：湖南湘潭 生卒：1893年12月26日－1976年9月9日  | 1956年9月27日 | 1976年9月9日  |
| 2                                |      | 华国锋 籍貫：山西交城 生卒：1921年2月16日－2008年8月20日  | 1976年10月7日 | 1981年6月29日 |
| 3                                |      | 胡耀邦 籍貫：湖南浏阳 生卒：1915年11月20日－1989年4月15日 | 1981年6月29日 | 1982年9月1日  |

## 中央副主席
中国共产党中央委员会副主席，简称中共中央副主席，八大至十一大（1956年－1982年）设有此职，地位仅次于党主席，任此职者皆为中共中央政治局常委。

### 八大（1956－1969）
刘少奇、周恩来、朱德、陈云、林彪（五中全會增補，十一中全會後唯一的副主席）

### 九大（1969－1973）
林彪（1971年9月墮機身亡）

### 十大（1973－1977）
华国锋（1976年4月成為第一副主席）
周恩来（1976年1月病逝）、王洪文（1976年10月被捕）、康生（1975年12月病逝）、叶剑英、李德生（1975年1月辭職）、邓小平（二中全會增補，後被撤職，三中全會復職）

### 十一大（1977－1982）
叶剑英、邓小平、李先念、汪东兴（五中全會辭職）、陈云（三中全會增補）、赵紫阳（六中全會增補）、华国锋（六中全會增補）